# Мравян Асканаз Арутюнович
Асканаз Арутюнович (Артемович) Мравян (2 січня 1886, місто Єлизаветполь, тепер Гянджа, Азербайджан — 23 жовтня 1929, місто Ерівань, тепер місто Єреван, Вірменія) — вірменський радянський діяч, заступник голови Ради народних комісарів Вірменської РСР, генеральний секретар ЦК КП(б) Вірменії. Член Бюро ЦК КП(б) Вірменії з лютого 1921 по 26 січня 1922. Член ЦВК СРСР. 

## Життєпис
Народився в міщанській родині.
Член РСДРП з 1905 року. Вів партійну роботу в Ерівані (Єревані), Тифлісі (Тбілісі), Баку, Санкт-Петербурзі.
У 1915 році закінчив педагогічний факультет Петербурзького психоневрологічного інституту.
У 1915—1917 роках — редактор газети «Пайкар» («Боротьба»), що видавалася в Тифлісі та перебувала під впливом більшовиків.
У 1917 році — редактор тифліської газети «Банворі крів» («Боротьба робітника»), член Тифліського та Кавказького крайового комітетів РСДРП(б).
У 1918 році — редактор газети «Кавказская правда», секретар Кавказького крайового комітету РКП(б).
29 листопада 1920 — 24 березня 1921 року — заступник голови Революційного комітету Вірменії.
21 травня 1921 — 1922 року — народний комісар із закордонних справ РСР Вірменія. Одночасно з 12 червня 1921 року — надзвичайний уповноважений РНК РСР Вірменія у Нагірному Карабаху (Азербайджанська РСР).
Із 1921 року — редактор газети «Хорурдаїн Айастан» («Радянська Вірменія»).
29 квітня 1922 — 1923 року — генеральний секретар ЦК КП(б) Вірменії.
23 січня 1923 — 23 жовтня 1929 року — народний комісар освіти Вірменської РСР і заступник голови Ради народних комісарів Вірменської РСР.
Помер 23 жовтня 1929 року в місті Ерівань (Єреван).